# 助学金
助学金，是提供給经济处于劣势的學生的金錢資助。与奖学金的不同处是，助学金通常僅要求學生成績在最低標準、可順利完成學業即可。

## 类别

### 中华人民共和国
部分大学给本、专科阶段的学生提供助学金。几乎所有的研究生可以得到每个月固定的助学金。